# 奈良崎コロスケ
奈良崎 コロスケ（ならさき コロスケ、1968年7月31日- ）は、東京都出身のフリーライター。

## 略歴
実家は麻雀荘。20代、生来のバクチ狂いが高じて多重債務者と化したが、それを博奕関係（主に競馬）の原稿を書くことで完済する。30歳を過ぎてからはギャンブルのみならず、映画、マンガ、街ネタなどを、メジャー、マイナー問わず様々なメディアで執筆。
伊熊恒介名義で別冊宝島シリーズに多数参加している。
『このマンガがすごい!』に企画立ち上げ当初から携わり、粟生こずえ、渡辺水央とともにランクイン作品のレビューや企画ページのライターを務めているほか、日本映画を中心に劇場映画パンフレットも多数執筆する。またパチンコライターとしての顔を持ち、「パチンコオリジナル実戦術」シリーズに参加、「パチンコパンチ」（パチ・スロ サイトセブンTV）等の映像メディアにも出演中。
近年はzakzak（夕刊フジ）で漫画「音楽とおじさん」を連載する等、活躍の幅を広げている。

## 著書
- ミミスマ―隣の会話に耳をすませば（宝島社 ISBN 4796641777）

共著
- 「よるひる映研傑作選 DVDブック」（青林工藝舎　2012年）

## 漫画
- 「音楽とおじさん」（zakzak連載後、Kindleにて自主出版）
- ｢1986年のハッスルタイム｣（「ハイポジ・オフィシャルブック 80年代、それぞれの青春」2020・双葉社）
- ｢パチンコとおじさん｣（COMICパチマン  ガイドワークス vol.1 2019.10）

原作のみ
『チョイの間パチンカーU子の収支簿』（「メガMIX-HIGH vol.6」作画・猿山長七郎）

## 企画・編集
- 別冊宝島409 ザ・マンガ家（宝島社 ISBN 4796694099）
- 別冊宝島438 ザ・マンガ家列伝（宝島社 ISBN 4796694382）